# Fábián Márton (politikus)
Fábián Márton (Korond, 1924. február 6. – Karcag, 2005. szeptember 17.[forrás?]) magyar mezőgazdász, politikus, országgyűlési képviselő (1971–1985).

## Élete
Korondon született, 1924. február 6-án, paraszti családban. Tízes éveinek második felében, 1941-től 1945-ig molnársegédként dolgozott, majd a következő mintegy fél évtizedben különböző szakszervezeti funkciókat töltött be. Közben, 1948-ban belépett a Magyar Dolgozók Pártjába (MDP), 1956 után pedig a Magyar Szocialista Munkáspárt (MSZMP) tagja lett.
1950-ben egy malomipari vállalat igazgatója lett, e tisztségét csaknem másfél évtizeden át, 1964 elejéig töltötte be; ez idő alatt megszerezte a mezőgazdasági technikusi képesítést is. 1964 februárjában a karcagi Május 1. Mezőgazdasági Termelőszövetkezet elnökévé nevezték ki, e munkakörben tevékenykedett egészen az 1984. évi nyugdíjazásáig.
Társadalmi szerepvállalásai közül említést érdemel, hogy 1953-tól több évtizeden át tagja volt az MDP, majd az utódpárt MSZMP Szolnok megyei pártbizottságának, ezen belül tíz éven keresztül a párt megyei végrehajtó bizottságának is. Három parlamenti cikluson keresztül, 1971. április 25. és 1985. április 19. között országgyűlési képviselő is volt; előbb két ízben Szolnok megye 8-as, 1980. június 8-án pedig a megye 10-es számú egyéni választókerületében szerzett képviselői mandátumot.